# Тоталізатор
Тоталіза́тор — гра на результатах яких-небудь подій.
Організатор тоталізатору приймає від учасників ставки на результат спортивних ігор, кінних перегонів тощо. Після закінчення змагань організатор розподіляє між учасниками, що вгадали результати, отримані кошти згідно з визначеними правилами, отримуючи при цьому фіксований відсоток, який є його доходом.
Слово «тоталізатор» походить від французького слова фр. totaliser, що означає складати, підбивати підсумки.
Тоталізатором також розуміють:
- механічний лічильник на кінських перегонах, що показує грошові ставки, зроблені на якогось коня;
- бюро, що приймає грошові ставки на коней і сплачує виграші;
- гра на гроші під час таких перегонів.